# Enyalioides oshaughnessyi
Enyalioides oshaughnessyi är en ödleart som beskrevs av  George Albert Boulenger 1881. Enyalioides oshaughnessyi ingår i släktet Enyalioides och familjen Hoplocercidae. Inga underarter finns listade i Catalogue of Life.